# Don Ross
Don Ross (ur. 19 listopada 1960 w Montrealu) – kanadyjski gitarzysta fingerstyle. Inspirację czerpie z wielu różnych stylów muzycznych wliczając w to: rock, jazz, folk jak i muzykę poważną, tworząc, jak sam określa, "styl" heavy wood.

## Dyskografia
- 1989: Bearing Straight, Duke Street Records
- 1990: Don Ross, Duke Street Records
- 1992: Three Hands, Duke Street Records
- 1995: This Dragon Won't Sleep, Sony Canada
- 1996: Wintertide, Sony Canada
- 1997: Loaded.Leather.Moonroof., Sony Canada
- 1999: Passion Session, Narada Masters of Acoustic Guitar
- 2001: Huron Street, Narada Productions
- 2003: Robot Monster, Narada Productions
- 2005: Music for Vacuuming, CandyRat
- 2006: Live in Your Head, Goby Fish
- 2008: The Thing That Came From Somewhere, CandyRat, (Don Ross & Andy Mckee)
- 2010: Breakfast for Dogs!, Candyrat / Gobyfish Music
- 2012: Upright & Locked Position, Candyrat
- 2013: 12:34 z Calum Graham, CandyRat
- 2014: PS15, CandyRat
- 2014: Flake, CandyRat
- 2017: A Million Brazilian Civilians, CandyRat